# Jimmie Lee Jackson
Jimmie Lee Jackson (Marion, 16 dicembre 1938 – Marion, 26 febbraio 1965) è stato un attivista statunitense che collaborò con Martin Luther King nella sua lotta per i diritti della popolazione nera. Il 18 febbraio 1965, mentre partecipava a una marcia pacifica in favore del diritto di voto agli afroamericani, fu percosso e ferito da un proiettile dall'agente James Bonard Fowler. Jackson era disarmato e morì otto giorni dopo in ospedale.

## Biografia

### Storia personale
Jimmie Lee Jackson era un diacono della St. James Baptist Church a Marion, Alabama, ordinato nell'estate del 1964. Jackson aveva provato a registrarsi al voto per quattro anni, ma senza ottenere mai successo a causa delle misure discriminatorie mantenute dagli ufficiali dell'Alabama. Jackson fu ispirato da Martin Luther King Jr., che era venuto con altri membri del Southern Christian Leadership Conference (SCLC) a Selma, Alabama, per aiutare gli attivisti locali nelle loro campagne per la registrazione al voto. Jackson frequentò numerose riunioni notturne alla Zion's Chapel Methodist Church.
Il suo desiderio di votare lo condusse alla sua morte per mano di un agente di Stato dell'Alabama. Ciò ispirò il leader della Southern Christian Leadership Conference, James Bevel, a organizzare le drammatiche marce da Selma a Montgomery, che contribuirono direttamente alla promulgazione, da parte del Presidente Lyndon Johnson, e alla votazione, da parte del congresso, del Voting Rights Act del 1965.

### Morte
La notte del 18 febbraio 1965 circa 500 persone riunite dall'attivista SCLC C.T. Vivian lasciò la Zion United Methodist Church in Marion e tentò una marcia pacifica alla prigione della Contea di Perry, a circa un isolato di distanza, dove il giovane attivista per i diritti civili James Orange era stato rinchiuso. I manifestanti pianificavano di intonare inni e fare ritorno alla chiesa. La polizia in seguito disse che avevano creduto che folla stesse pianificando un'evasione.
La sua morte fu parte dell'ispirazione per la marcia da Selma a Montgomery nel marzo del 1965, una tappa fondamentale per il movimento per i diritti civili degli afroamericani, che rese possibile la promulgazione del Voting Rights Act del 1965. Questo permise a milioni di afroamericani di votare nuovamente in Alabama e in tutto il resto degli Stati Uniti del Sud, riguadagnando partecipazione come cittadini nel sistema politico per la prima volta dopo la svolta del XX secolo, vedendo notevolmente ridotte le discriminazioni contro di essi,
Nel 2007 l'ex agente Fowler fu accusato della morte di Jackson e si dichiarò colpevole di omicidio, venendo poi condannato a sei mesi di prigione.